# Terellia caerulea
Terellia caerulea är en tvåvingeart som först beskrevs av Erich Martin Hering 1939.  Terellia caerulea ingår i släktet Terellia och familjen borrflugor. Inga underarter finns listade i Catalogue of Life.